# Incendie du Nouvel an de Khorgas
 (juin 2023).
La mise en forme du texte ne suit pas les recommandations de Wikipédia : il faut le « wikifier ».
Les points d'amélioration suivants sont les cas les plus fréquents. Le détail des points à revoir est peut-être précisé sur la page de discussion.
- Les titres sont pré-formatés par le logiciel. Ils ne sont ni en capitales, ni en gras.
- Le texte ne doit pas être écrit en capitales (les noms de famille non plus), ni en gras, ni en italique, ni en « petit »…
- Le gras n'est utilisé que pour surligner le titre de l'article dans l'introduction, une seule fois.
- L'italique est rarement utilisé : mots en langue étrangère, titres d'œuvres, noms de bateaux, etc.
- Les citations ne sont pas en italique mais en corps de texte normal. Elles sont entourées par des guillemets français : « et ».
- Les listes à puces sont à éviter, des paragraphes rédigés étant largement préférés. Les tableaux sont à réserver à la présentation de données structurées (résultats, etc.).
- Les appels de note de bas de page (petits chiffres en exposant, introduits par l'outil «  Source ») sont à placer entre la fin de phrase et le point final[comme ça].
- Les liens internes (vers d'autres articles de Wikipédia) sont à choisir avec parcimonie. Créez des liens vers des articles approfondissant le sujet. Les termes génériques sans rapport avec le sujet sont à éviter, ainsi que les répétitions de liens vers un même terme.
- Les liens externes sont à placer uniquement dans une section « Liens externes », à la fin de l'article. Ces liens sont à choisir avec parcimonie suivant les règles définies. Si un lien sert de source à l'article, son insertion dans le texte est à faire par les notes de bas de page.
- La présentation des références doit suivre les conventions bibliographiques. Il est recommandé d'utiliser les modèles {{Ouvrage}}, {{Chapitre}}, {{Article}}, {{Lien web}} et/ou {{Bibliographie}}. Le mode d'édition visuel peut mettre en forme automatiquement les références.
- Insérer une infobox (cadre d'informations à droite) n'est pas obligatoire pour parachever la mise en page.

Pour une aide détaillée, merci de consulter Aide:Wikification.
Si vous pensez que ces points ont été résolus, vous pouvez retirer ce bandeau et améliorer la mise en forme d'un autre article.
L'incendie du Nouvel An de Khorgas,  dit aussi l'incendie de la colonie agricole du 61e régiment (en chinois : 61团场火灾 ) est un incendie survenu le 18 février 1977 lors du Nouvel An chinois vers 20h15 heure locale, dans une salle diffusant un film de guerre communiste au Xinjiang, en Chine. La ferme du régiment était une colonie militaro-agricole dirigée par le 61e régiment du Xinjiang, par conséquent, la plupart des morts étaient les enfants des troupes. Parmi les 1 600 écoliers de la ferme, 597 sont morts. Au total, 694 personnes sont mortes et 161 sont devenues invalides, ce qui en fait l'incendie le plus meurtrier de la république populaire de Chine. L'incendie s'est déclaré lorsqu'un tas de couronnes funéraires disposées aux obsèques de feu Mao Zedong, et restées en place depuis ses funérailles cinq mois plus tôt, a pris feu lorsqu'un enfant célébrant le Nouvel An chinois de 1977 alluma un pétard. Personne n'avait ordonné de retirer les couronnes mortuaires de peur d'être accusé d'avoir manqué de respect au chef suprême.

## Contexte

### 61e Régiment
Le 61e régiment du corps de production et de construction du Xinjiang stationné à Alimali, maintenant dans la banlieue nord-est de la ville de Khorgas, préfecture d'Ili. Lorsque l'incendie se produit en 1977 à la "ferme du régiment", le Comité communiste de la préfecture d'Ili fut chargé de superviser la colonie militaro-agricole et d'enquêter sur les raisons du drame.

### Sorties de salle
La salle des fêtes a été construite en 1966. Elle avait une superficie de 760 m2, avec une surface utile d'environ 600 m2 et un toit en bois constitué de roseaux, deux couches de feutre huilé et trois couches d'asphalte. En 1972, une galerie verticale a été ajoutée à l'extérieur de la porte principale du théâtre avec deux piliers cylindriques d'un mètre de large. La salle avait à l'origine 17 grandes fenêtres et sept portes. Lors d'une séance d'information sur l'agriculture, la salle a été modifiée en mars 1975, maçonnant la partie inférieure des fenêtres, ne laissant que 17 trous sans fenêtre (0,6 × 1,4 mètre), car la direction avait estimé que les fenêtres du sol au plafond n'étaient pas pratiques. Il était donc difficile pour les gens de s'échapper, car la hauteur à surmonter devenait plus grande. En février 1976, la salle a subi de nouvelles modifications, au cours desquelles trois des portes ont été scellées et les trois autres ont été soit verrouillées, soit liées avec du fil d'acier, ne laissant qu'une ouverture de 1,6 mètre de la porte principale du côté sud du bâtiment.

## L'incendie
En 1977, le Nouvel An chinois était célébré le 18 février. Les coopératives locales avaient vendu un grand nombre de pétards pour l'événement. À 21 heures, le film nord-coréen Chŏnu ("Camarade"), illustrant la campagne chinoise lors de la guerre de Corée, devait être projeté à l'extérieur, mais en raison des températures glaçantes variant de -20 à −30 °C, il a été déplacé à l'intérieur de la salle des fêtes.
Lorsque l'incendie se produit, la moitié arrière de la salle était encore occupée par les couronnes mortuaires déposées en septembre 1976 en hommage à Mao Zedong, et la porte principale avait apparemment été à moitié scellée, ostensiblement pour maintenir l'ordre, ne laissant qu'une ouverture de 80 centimètres.
Vers 19h30, heure locale - Xinjiang (21h30 à Pékin), la projection du film commence. Vers 20h15, un élève du primaire, Zhao Guanghui, allume un "ground rat", un genre spécial de pétard qui pouvait sauter après avoir été déclenché. Cette fois-ci, il jailli vers le tas de couronnes, y mettant le feu. Le feu grimpa au plafond, l'écran de projection et les fils montés sur le toit s'enflamment rapidement, répandant une fumée dense dans le hall. Les panneaux de bois en feu tombent et l'asphalte commença à tomber du toit. La seule sortie étant trop petite, la plupart des gens n'ont pas pu s'échapper, ce qui a entraîné un nombre élevé de victimes. Selon des témoins, il n'a fallu qu'une demi-heure entre le début de l'incendie et l'effondrement du toit.
Après le lancement de l'alerte, le district militaire de Yili contacta dans la nuit du 19 février les comtés de Huocheng et de Huiyuan ainsi que le 8e régiment des gardes-frontières du même district, réclamant une aide d'urgence pour la 61e division. Deux compagnies du 8e régiment arrivèrent, avec environ 280 soldats. Chaque soldat était armé d'une pioche, d'un pied de biche et de deux masques. La lenteur de la réponse était due au fait que les pompiers les plus proches étaient éloignés de 80 km.

« 看到部队官兵赶到，群众让出一条通道，但门口根本进不去，靠门口的地方，尸体堆得有近一米高。大多数人烧得和煤炭渣一样，有些人像沥青一样粘在一起。空气中充斥着一股令人作呕的味道，不戴口罩根本不可能靠近。我们拿着铁锹和十字镐站在尸体堆里不知如何下手，也不忍心下手。但是我们的任务就是清理现场，大家必须动手。
A l'arrivée des soldats, les spectateurs dégagèrent un chemin, mais nous ne pouvions toujours pas entrer. Près de l'ouverture de la porte, les cadavres s'empilaient jusqu'à un mètre de haut. La majorité des gens furent brûlés comme de la cendre, et certains d'entre eux étaient collés ensemble comme de l'asphalte. L'air était rempli d'une odeur suffocante que vous ne pouviez pas approcher sans porter un masque. Nous tenions le pied-de-biche et la pioche, debout près de la porte ne sachant pas comment faire pour la dégager, et nous ne voulions pas y toucher. Cependant, notre travail consistait à nettoyer la scène, donc tout le monde devait faire quelque chose. »

— Chen Fuyuan, (陈福元) chef adjoint du régiment à son arrivée sur les lieux
Après un nettoyage d'environ quatre heures, le travail était pratiquement terminé. Les défunts étaient placés dans la cour jouxtant les décombres de la salle.

## Victimes
Au total, 694 personnes sont mortes et 161 sont devenues invalides, ce qui en fait l'incendie le plus meurtrier de la république populaire de Chine. Parmi les 1 600 écoliers de la ferme du régiment, 597 sont morts. Beaucoup avaient été trouvés devant la porte d'entrée, dans une pile de personnes d'environ 2 m de hauteur, tandis que ceux qui n'ont pas pu l'atteindre ont été tués par de l'asphalte brûlant ou par des tuiles tombant du toit. La pile a été aggravée par ceux qui ont apporté leurs propres chaises pour regarder le film, ce qui a encore plus bloqué les sorties. Finalement, un trou a été percé dans une porte scellée du côté nord, permettant à quelques enfants d'être secourus.

## Règlement
Le secrétaire adjoint du parti du Bureau de l'agriculture de Yili, Ma Ji, était l'enquêteur principal pour l'incendie du « 2.18 ». Il est arrivé au matin du 19 février. Certains proches sur place étaient en colère et ont tenté de rejeter la faute sur Zhou Zhenfu, le secrétaire local du parti de Yili, ignorant qu'il avait perdu sa fille dans l'incendie. Pour calmer la colère, fin février, Ma Ji assume également le rôle de secrétaire du parti de la 61e division et prend en charge les suites de l'incendie du « 2.18 ».
Après que tous les défunts aient été enterrés, certaines familles de défunts, dans leur rage, complotent pour exhumer le cadavre de la fille de Zhou Zhenfu en signe de protestation. Ma Ji parvient à convaincre les dirigeants de niveau supérieur de ne poursuivre aucun des manifestants, et il résout les troubles grâce à des subventions aux familles des victimes pour qu'elles prennent des vacances ou changent d'emploi.
En raison de la nature sensible de l'évènement[pas clair] à l'époque, il n'était pas largement diffusé en Chine, bien qu'il soit apparemment déjà connu des médias étrangers. L'incendie a d'abord été imputé au révisionnisme soviétique, c'est-à-dire qu'il a été allumé par des ennemis de classe. Par la suite, l'incendie a été largement imputé à Zhao Guanghui, l'enfant qui a allumé le pétard, sans considérer sérieusement l'effet des couronnes mortuaires abandonnées.
Guanghui s'en est sorti indemne avant que ne se produise la panique générale. En fin de compte, il se rend avec ses parents à la police. Le mois suivant l'incendie, il est condamné à la réforme par le travail et plus tard à la détention pour mineurs. Après avoir été libéré, il est allé au Guangdong. Les personnes qui ont organisé la projection du film ont été détenues pendant près de deux ans et demi, jusqu'à ce que le tribunal local décide de ne pas les poursuivre. Les responsables du parti responsables de la salle des fêtes ont été rétrogradés et envoyés dans des fermes.
En juillet 1978, une fois l'enquête terminée, Ma Ji est promu secrétaire adjoint du parti de Yining.

## Mémoriaux
La construction d'un parc commémoratif, nommé Jianyuan, a commencé en 1997 sur les ruines de la salle qui ont été préalablement rasés au bulldozer. Il a été conçu pour être un parc à thème sur la sécurité incendie, mais n'était pas encore terminé en 2007.
Les victimes de l'incendie sont enterrées à Sandapian, ainsi nommé car ce cimetière a été formé par la réunion de trois terrains,.